# Übersicht der Listen der Naturdenkmale im Landkreis Ahrweiler
Die Übersicht der Listen der Naturdenkmale im Landkreis Ahrweiler nennt die Listen und die Anzahl der Naturdenkmale in den Städten und Gemeinden im rheinland-pfälzischen Landkreis Ahrweiler. Die Listen enthalten neben den 20 im Landschaftsinformationssystem der Naturschutzverwaltung Rheinland-Pfalz enthaltenen noch 25 weitere, möglicherweise nicht mehr geschützte, Objekte.

## Verbandsgemeinde Adenau
In den 37 verbandsangehörigen Gemeinden der Verbandsgemeinde Adenau sind insgesamt 7 Naturdenkmale verzeichnet. Von diesen sind 5 im Landschaftsinformationssystem zu finden.
| Ort           | Naturdenkmalliste                                  | Gesamtanzahl Naturdenkmale | davon im Landschaftsinformationssystem |
| ------------- | -------------------------------------------------- | -------------------------- | -------------------------------------- |
| Aremberg      | Liste der Naturdenkmale in Aremberg                | 1                          |                                        |
| Dümpelfeld    | Liste der Naturdenkmale in Dümpelfeld              | 1                          | 1                                      |
| Insul         | Liste der Naturdenkmale in Insul                   | 1                          | 1                                      |
| Leimbach      | Liste der Naturdenkmale in Leimbach (bei Adenau)   | 1                          | 1                                      |
| Müllenbach    | Liste der Naturdenkmale in Müllenbach (bei Adenau) | 1                          | 1                                      |
| Ohlenhard     | Liste der Naturdenkmale in Ohlenhard               | 1                          | 1                                      |
| Reifferscheid | Liste der Naturdenkmale in Reifferscheid           | 1                          |                                        |

In Adenau,
Antweiler,
Barweiler,
Bauler,
Dankerath,
Dorsel,
Eichenbach,
Fuchshofen,
Harscheid,
Herschbroich,
Hoffeld,
Honerath,
Hümmel,
Kaltenborn,
Kottenborn,
Meuspath,
Müsch,
Nürburg,
Pomster,
Quiddelbach,
Rodder,
Schuld,
Senscheid,
Sierscheid,
Trierscheid,
Wershofen,
Wiesemscheid,
Wimbach,
Winnerath
und Wirft sind keine Naturdenkmale verzeichnet.

## Verbandsgemeinde Altenahr
In den 12 verbandsangehörigen Gemeinden der Verbandsgemeinde Altenahr sind insgesamt 6 Naturdenkmale verzeichnet. Von diesen sind 2 im Landschaftsinformationssystem zu finden.
| Ort      | Naturdenkmalliste                              | Gesamtanzahl Naturdenkmale | davon im Landschaftsinformationssystem |
| -------- | ---------------------------------------------- | -------------------------- | -------------------------------------- |
| Altenahr | Liste der Naturdenkmale in Altenahr            | 4                          | 2                                      |
| Lind     | Liste der Naturdenkmale in Lind (bei Altenahr) | 1                          |                                        |
| Mayschoß | Liste der Naturdenkmale in Mayschoß            | 1                          |                                        |

In Ahrbrück,
Berg,
Dernau,
Heckenbach,
Hönningen,
Kalenborn,
Kesseling,
Kirchsahr
und Rech sind keine Naturdenkmale verzeichnet.

## Verbandsgemeinde Bad Breisig
In den 4 verbandsangehörigen Gemeinden der Verbandsgemeinde Bad Breisig sind insgesamt 3 Naturdenkmale verzeichnet. Von diesen ist 1 im Landschaftsinformationssystem zu finden.
| Ort           | Naturdenkmalliste                                    | Gesamtanzahl Naturdenkmale | davon im Landschaftsinformationssystem |
| ------------- | ---------------------------------------------------- | -------------------------- | -------------------------------------- |
| Bad Breisig   | Liste der Naturdenkmale in Bad Breisig               | 1                          |                                        |
| Brohl-Lützing | Liste der Naturdenkmale in Brohl-Lützing             | 1                          |                                        |
| Waldorf       | Liste der Naturdenkmale in Waldorf (Rheinland-Pfalz) | 1                          | 1                                      |

In Gönnersdorf sind keine Naturdenkmale verzeichnet.

## Bad Neuenahr-Ahrweiler
In der Stadt Bad Neuenahr-Ahrweiler sind insgesamt 14 Naturdenkmale verzeichnet. Von diesen sind 4 im Landschaftsinformationssystem zu finden.

## Verbandsgemeinde Brohltal
In den 17 verbandsangehörigen Gemeinden der Verbandsgemeinde Bad Breisig sind insgesamt 5 Naturdenkmale verzeichnet. Von diesen sind 4 im Landschaftsinformationssystem zu finden.
| Ort             | Naturdenkmalliste                          | Gesamtanzahl Naturdenkmale | davon im Landschaftsinformationssystem |
| --------------- | ------------------------------------------ | -------------------------- | -------------------------------------- |
| Glees           | Liste der Naturdenkmale in Glees           | 1                          | 1                                      |
| Kempenich       | Liste der Naturdenkmale in Kempenich       | 1                          | 1                                      |
| Niederdürenbach | Liste der Naturdenkmale in Niederdürenbach | 1                          |                                        |
| Wehr            | Liste der Naturdenkmale in Wehr (Eifel)    | 2                          | 2                                      |

In Brenk,
Burgbrohl,
Dedenbach,
Galenberg,
Hohenleimbach,
Königsfeld,
Niederzissen,
Oberdürenbach,
Oberzissen,
Schalkenbach,
Spessart,
Wassenach
und Weibern sind keine Naturdenkmale verzeichnet.

## Grafschaft
In Grafschaft sind insgesamt 2 Naturdenkmale verzeichnet.

## Remagen
In der Stadt Remagen sind insgesamt 7 Naturdenkmale verzeichnet. Von diesen ist 1 im Landschaftsinformationssystem zu finden.

## Sinzig
In der Stadt Sinzig ist 1 Naturdenkmal verzeichnet.